# Willem van Eysinga

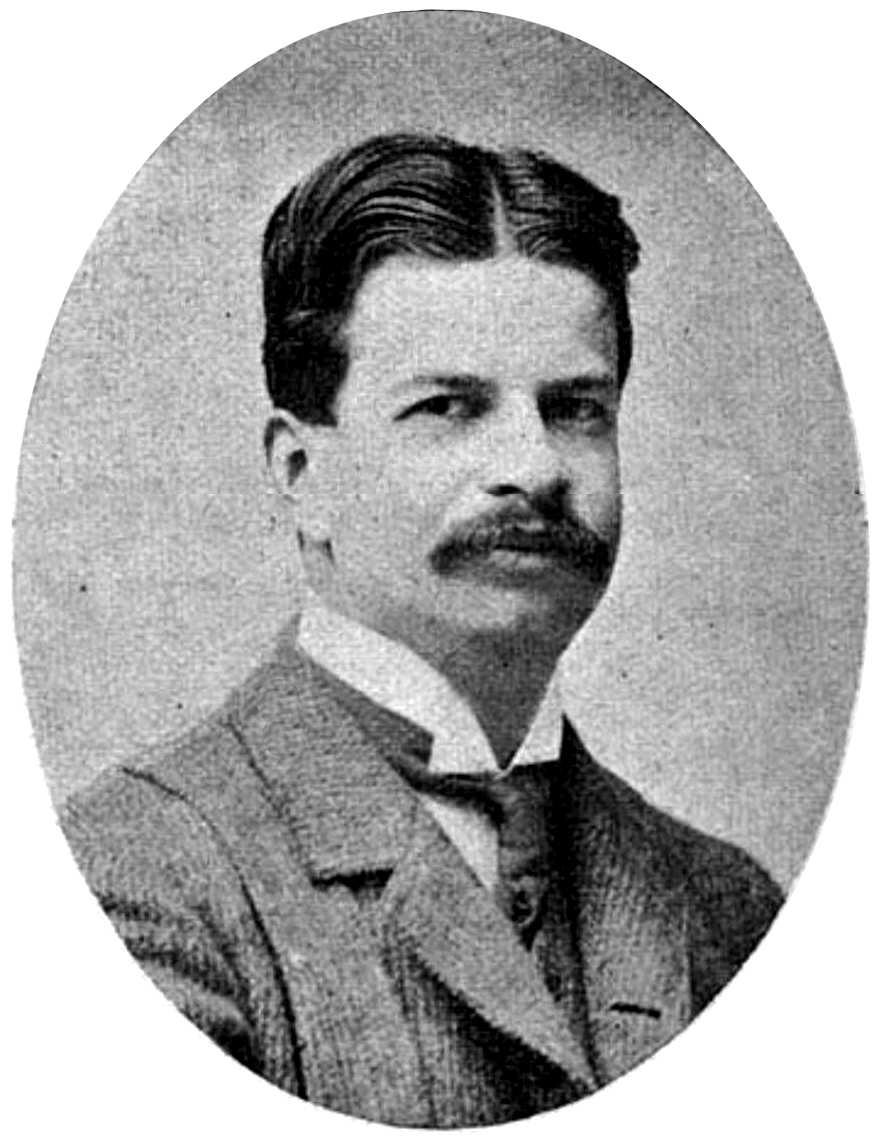
Willem van Eysinga (1907)

Jonkheer Willem Jan Mari van Eysinga (* 31. Januar 1878 in Noordwijkerhout; † 24. Januar 1961 in Leiden) war ein niederländischer Jurist und Diplomat. Er wirkte von 1908 bis 1912 als Professor für öffentliches Recht an der Universität Groningen und anschließend als Professor für Völkerrecht an der Universität Leiden. Von 1931 bis 1946 fungierte er als Richter am Ständigen Internationalen Gerichtshof.

## Leben
Willem van Eysinga wurde 1878 in Noordwijkerhout als Sohn des Junkers Tjalling Aedo Johan van Eysinga (* 2. April 1846 in Leeuwarden; † 11. Januar 1898 in Den Haag) und dessen Frau Henriette Jacoba Johanna Kluit (* 30. Januar 1852 in Leiden; † 3. Mai 1931 in Den Haag) geboren. Nach dem Besuch des Gymnasiums studierte er Rechts- und Politikwissenschaften an der Universität Leiden, wo er 1900 sein juristisches Doktoralsexamen absolvierte und sechs Jahre später die politikwissenschaftliche Promotion erlangte. Von 1902 bis 1908 war er für das niederländische Außenministerium tätig, während dieser Zeit vertrat er sein Heimatland unter anderem 1907 während der zweiten Haager Friedenskonferenz. Anschließend wurde er 1908 Professor für öffentliches Recht an der Universität Groningen, an der er bis 1912 blieb. Im gleichen Jahr wechselte er auf eine Professur für Völkerrecht an der Universität Leiden, an der er 1928/1929 auch als Rektor fungierte.
Nach dem Ende des Ersten Weltkrieges gehörte er ab 1920 den niederländischen Delegationen zu den Sitzungen der Versammlung des Völkerbundes an. Darüber hinaus war er ab 1926 Mitglied des Ständigen Schiedshofs in Den Haag und mehrerer Schlichtungskommissionen zur Beilegung internationaler Konflikte. Neben der Unterrichtung der damaligen Prinzessin der Niederlande in Verfassungs- und Völkerrecht lehrte er in den Jahren 1923 und 1927 auch als Dozent an der Haager Akademie für Völkerrecht. Am 25. September 1930 wurde er zum Richter am Ständigen Internationalen Gerichtshof gewählt, seine Amtszeit begann Anfang 1931. Da die Richterwahlen, die turnusgemäß für 1939 vorgesehen waren, aufgrund des Beginns des Zweiten Weltkrieges nicht durchgeführt wurden, blieb er formal bis zur Auflösung des Gerichtshofes nach dem Ende des Krieges im Amt, auch wenn die Aktivitäten des Gerichts 1942 eingestellt wurden.
Zu den Werken von Willem van Eysinga gehören unter anderem eine Biographie des Rechtsgelehrten Hugo Grotius, der als einer der Mitbegründer der Naturrechtslehre und des Völkerrechts gilt, sowie eine Abhandlung zur Geschichte des Völkerrechts in den Niederlanden. Er starb 1961 in Leiden.

## Auszeichnungen
Willem van Eysinga war Mitglied der Königlich-Niederländischen Akademie der Wissenschaften und wurde außerdem 1933 zum Ehrenmitglied der Amerikanischen Gesellschaft für internationales Recht ernannt. Er erhielt das Großkreuz des Ordens von Oranje-Nassau,
war Kommandeur des Ordens vom niederländischen Löwen, Kommandeur des Luxemburgischen Ordens der Eichenkrone, Ritter zweiter Klasse des preußischen roten Adlerordens, Kommandeur des bulgarischen St. Alexander-Ordens, Ritter zweiter Klasse des russischen St. Anna Ordens und Kommandeur des Hausordens von Oranien.

## Familie
Van Eysinga verheiratete sich am 30. Juni 1908 in Den Haag mit der Barones Coralie Leopoldine van Hogendorp (* 17. Juni 1885 in Den Haag; † 29. Oktober 1959 in Leiden), die Tochter des Barons Dirk van Hogendorp (* 18. September 1849 in Den Haag; † 19. Mai 1925 ebd.). Aus der Ehe stammen Kinder. Von diesen kennt man:
- Tjalling Aedo Johan van Eysinga (* 7. August 1914; † 2. Juli 2002 in Lochem) verh. Wilhelmine Aletta Rensina Horst (* 1917; † 13. Juni 2010)
- Dirk van Eysinga (* 7. November 1916 in Leiden; † 17. August 1980 in Donoratico/Italien) verheiratet am 28. Januar 1948 in Brüssel mit Annetta Guglielmina Silvia Maria Alagia della Torre di Lavagna (* 12. Oktober 1901 in Rivarolo Canavese/Italien; † 27. Dezember 1982 in Lugano/Schweiz)
- Henriette Jacoba van Eysinga (* 7. März 1920 in Leiden; † 2. Februar 2007 in Den Haag) verheiratet am 28. September 1946 in Leiden mit Gerard Marius Leonard Kam (* 16. April 1919 in Den Haag; † 21. Oktober 2003 ebd.)
- Ephraima Coralie Lucipara van Eysinga (* 7. Mai 1909 in Groningen; † 30. Juli 1909 ebd.)
- Cornelis (Cees) van Eysinga (* 14. November 1923 in Leiden) verh. Maria Clara Electa Walburga barones van Harinxma thoe Slooten (* 29. August 1927 in Amsterdam; † 26. Februar 2015 in Oudemirdum)

## Werke (Auswahl)
- Proeve eener inleiding tot het Nederlandsen traktatenrecht. Leiden 1906
- Ontwikkeling en inhoud der Nederlandsche traktaten (sedert 1813). Den Haag 1916
- Rijndocumenten: Verzameling van internationale gemeenschappelijke regelingen, nationale uitvoeringsverordeningen en andere belangrijke documenten betreffende de Rijnvaart sedert 1803. Den Haag 1918
- Évolution du droit fluvial international du Congrès de Vienne au Traité de Versailles, 1815–1919. Leiden 1919
- La guerre chimique et le mouvement pour sa ré pression. Reihe: Recueil des Cours de l'Academie de la Haye. Band 16. Den Haag 1927
- La Commission centrale pour la navigation du Rhin: Historique. Leiden 1935; deutsche Ausgabe: Die Zentralkommission für die Rheinschiffahrt: Geschichtliche Darstellung. Leiden 1936
- Huigh de Groot. Een schets. Haarlem 1945; deutsche Ausgabe: Hugo Grotius: Eine biographische Skizze. Basel 1952
- Geschiedenis van de Nederlandsche wetenschap van het volkenrecht. Amsterdam 1950